# أول ستار (أغنية)
«أول ستار» (بالإنجليزية: All Star) هي أغنية لفرقة الروك الأمريكية سماش ماوث من ألبومهم الثاني في الاستوديو، أسترو لاونج ‏ (1999). تم تأليف الأغنية بواسطة جريج كامب وإنتاجها بواسطة إريك فالنتين، وتم إصدارها في 4 مايو 1999، باعتبارها الأغنية المنفردة الأولى من ألبوم أسترو لاونج. كانت الأغنية واحدة من آخر الأغاني التي تمت كتابتها لأسترو لاونج، بعد أن طلبت شركة التسجيلات الخاصة بالفرقة إنترسكوب المزيد من الأغاني التي يمكن إصدارها كأغاني فردية. في كتابته، استوحى كامب التأثير الموسيقي من الموسيقى المعاصرة لفنانين مثل شوجر راي ‏ وثيرد أي بلايند، وسعى إلى إنشاء "نشيد" للمنبوذين. على النقيض من أسلوب سكا بانك ‏ الأكثر شيوعًا في ألبوم سماش ماوث الأول فوش يو مانغ ‏ (1997)، تتميز الأغنية بأسلوب أكثر ملاءمة للراديو.
تلقت الأغنية مراجعات إيجابية بشكل عام من نقاد الموسيقى، الذين أشادوا بالتقدم الموسيقي من فوش يو مانغ بالإضافة إلى نبرتها الجذابة. تم ترشيحها لجائزة أفضل أداء بوب من قبل ثنائي أو مجموعة غنائية في حفل توزيع جوائز جرامي السنوي الثاني والأربعين ‏. وقد أشاد النقاد بأغنية "أول ستار" في مراجعاتهم اللاحقة، حيث صنفها البعض كواحدة من أفضل الأغاني لعام 1999. تصدرت الأغنية قوائم الأغاني في جميع أنحاء العالم، واحتلت المرتبة العاشرة في أستراليا وكندا وعلى قائمة بيلبورد هوت 100، بينما تصدرت قائمة بيلبورد أفضل 40 للبالغين وقائمة أفضل 40 أغنية رئيسية.
يتضمن الفيديو الموسيقي المصاحب للأغنية شخصيات من فيلم الأبطال الخارقين رجال الغموض ‏ (1999)، والذي ظهر فيه بشكل بارز "أول ستار". أصبحت الأغنية منتشرة في الثقافة الشعبية بعد ظهورها عدة مرات في الأفلام، مثل رجال الغموض و ديجيمون: الفيلم، والأهم من ذلك في فيلم شريك من إنتاج دريم ووركس أنيميشن عام 2001. حظيت بشعبية متجددة في العقد الأول من القرن الحادي والعشرين باعتبارها ميم إنترنت، ويرجع ذلك إلى حد كبير إلى ارتباطها بشريك، وقد احتلت المرتبة الأولى كواحدة من أكثر أغاني الروك بثًا من عام 2017 إلى عام 2021 في الولايات المتحدة. يُعتبر هذا بشكل عام بمثابة الأغنية المميزة لفرقة سماش ماوث.

## الخلفية والتسجيل

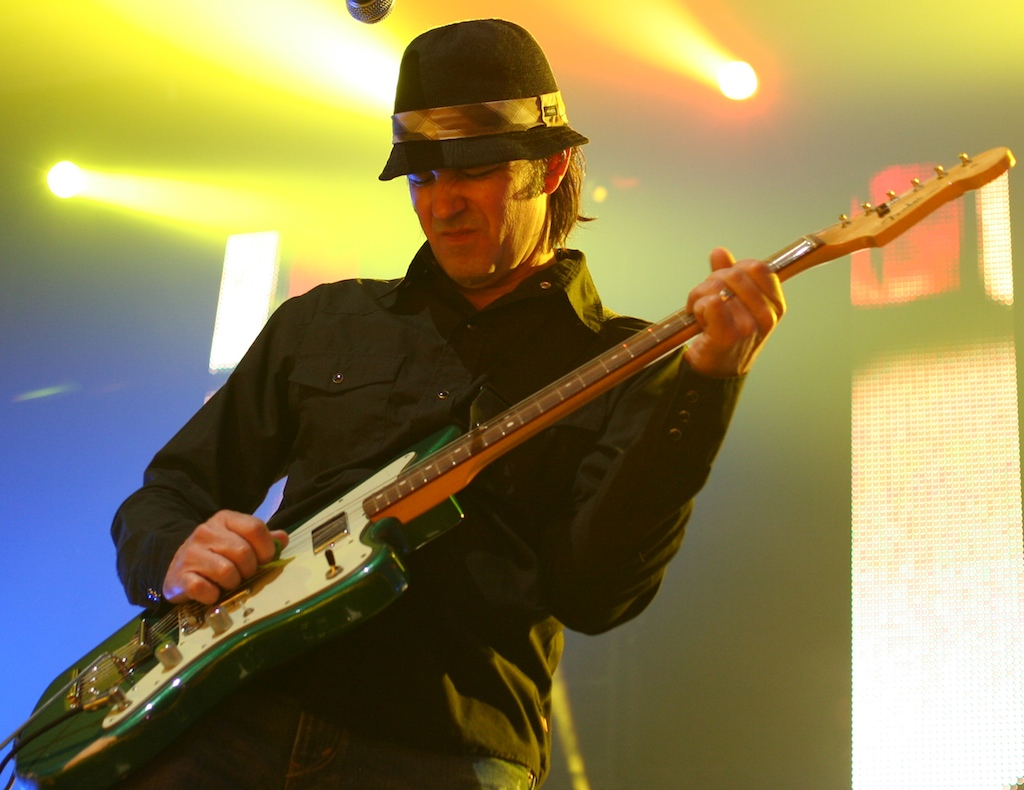
كتب عازف الجيتار جريج كامب أغنية "أول ستار"، وهي آخر أغنية تم تسجيلها لفرقة ' في عام 1999.

كانت أغنية "أول ستار" هي آخر أغنية تم تسجيلها لألبوم أسترو لاونج ‏، وهو الألبوم الثاني لفرقة سماش ماوث. إلى جانب بقية الألبوم، تم إنتاج الأغنية ومزجها وهندستها في تسجيل إتش أو إس في ريدوود سيتي، كاليفورنيا. على الرغم من أن ألبوم الفرقة السابق فوش يو مانغ ‏ قد بيع منه أكثر من مليوني نسخة بفضل قوة الأغنية الرئيسية "المشي على الشمس ‏"، إلا أن أيًا من مسارات الألبوم الأخرى لم تحقق نجاحًا كبيرًا، مما دفع البعض إلى وصف الفرقة بأنها أغنية ناجحة لمرة واحدة. قال إريك فالنتاين، منتج ألبوم سماش ماوث، إن الألبوم يتمتع "بالتميز المشكوك فيه" لكونه ناجحًا للغاية ولكن أيضًا يتم إرجاعه بشكل متكرر من قبل المشترين، حيث أن بقية الألبوم لا يشبه الأغنية المنفردة كثيرًا. عند إنشاء أسترو لاونج، قررت الفرقة تحويل أسلوبها الموسيقي بعيدًا عن صوت سكا بانك الذي تميزت به فوش يو مانغ. تم تكليف جريج كامب، عازف الجيتار في فرقة سماش ماوث، بكتابة جميع الأغاني لفرقة أسترو لاونج بسبب حساسيته تجاه موسيقى البوب.
بعد الانتهاء من الألبوم على ما يبدو، قدمته فرقة سماش ماوث إلى شركة التسجيلات الخاصة بها إنترسكوب، لكن الشركة رفضت الإصدار لأنهم شعروا أنه لا يوجد أغنية أولى أو ثانية قابلة للتطبيق. قدم روبرت هايز، مدير أعمال سماش ماوث، لكام النصيحة في كتابة أغانٍ إضافية من خلال توجيهه إلى نسخة من مجلة بيلبورد. أظهر هايز لكامب أفضل 50 أغنية في القائمة، والتي تضمنت فنانين مثل شوجر راي ‏ وثيرد أي بلايند، وأخبره أنه يريد "قطعة صغيرة من كل أغنية من هذه الأغاني". على مدار اليومين التاليين، كتب كامب "أول ستار" و"الشيء الذي يأتي الصباح ‏"، واللتان أصبحتا أول أغنيتين منفردتين من ألبوم أسترو لاونج.
بالنسبة لكتابة أغنية "أول ستار"، أخذ كامب بعين الاعتبار ما قرأه في رسائل المعجبين التي ‏ كانت الفرقة تتلقاها بشكل متكرر. اعتبر العديد من المعجبين الذين كتبوا إلى سماش ماوث أنفسهم منبوذين وتعاطفوا بشدة مع الفرقة، وشرع كامب في "كتابة نشيد" لهم. كما قام أيضًا بدمج المزيد من كلمات الأغاني الحزينة أيضًا، والتي كانت تتناقض مع الآلات الموسيقية المبهجة. لم يكن لدى سماش ماوث الكثير من الوقت لتسجيل الأغنية، لذا استعانوا بميخائيل أوربانو، عازف الطبول، للتسجيل بدلاً من عازف الطبول المعتاد. وفقًا لفالنتين، تم استخدام حلقات طبول إضافية من الأغاني القديمة فوق مسار الطبل الرئيسي. قام عازف الجيتار بول دي ليزل ‏ بالصفير في الأغنية.
قام المدير روبرت هايز بسرعة بترخيص الأغنية لاستخدامها في وسائل الإعلام المختلفة، مما أدى إلى ظهورها في فيلم رجال الغموض ‏ بعد بضعة أشهر فقط. 

## التكوين
"أول ستار" هي أغنية تم ضبطها بمفتاح F♯ كبير، مع إيقاع يبلغ 104 نبضة في الدقيقة. وقد وصفها الكتاب موسيقيًا بأنها موسيقى روك بديلة وموسيقى بوب قوية. من الجدير بالذكر أن الغناء يبدأ قبل أي آلات موسيقية، حيث يعمل المقطع الأول من كلمة "شخص ما" بمثابة أناكروسيس قبل أن ينضم الغيتار الجهير إلى المقطع الثاني، يليه الغيتار والأورغن. لم تعجب شركة تسجيلات الفرقة بهذا الهيكل، كما فعلت محطات الراديو، لكن الفرقة حاربت للحفاظ على الأغنية كما هي، حيث صرح كامب أنه في حين أن "[منسقي الأغاني في الراديو] يحبون التحدث أثناء بداية أغنيتك، [...] يجب عليهم أن يصمتوا عندما يتم تشغيل أغنيتنا."
خلال مقابلة أجريت عام 2017، ذكر كامب أنه كان مهتمًا باستكشاف عدة طبقات من المعنى من خلال الأغنية المبسطة؛ صرخة المعركة الاجتماعية، النشيد الرياضي، تأكيد قاعدة المعجبين، الكلمات الشعرية، اللحن الشامل، الإدماج، مقاطع الفيديو الموسيقية الفنية، والمزيد. وصف كامب الأغنية بأنها "تأكيد يومي على أن الحياة جيدة بشكل عام"، وهو ما أطلق عليه "تقليد" لفرقة سماش ماوث؛ ووفقًا له، كانت الفرقة تقرأ بشكل متكرر رسائل المعجبين التي تلقوها من الأطفال والآباء والمعلمين يشكرونهم فيها على صنع موسيقى "ممتعة وخفيفة الظل". بالإضافة إلى ذلك، قال كامب أن الآية الثانية تتناول تغير المناخ والثقب في طبقة الأوزون.

## الاستقبال النقدي والإشادات
حظيت أغنية "أول ستار" بمراجعات إيجابية بشكل عام من نقاد الموسيقى، وأشار إليها العديد من النقاد باعتبارها مثالاً على التقدم الموسيقي لسماش ماوث من فوش يو مانغ. أشاد تود نوردن من صحيفة كالجاري هيرالد ‏ بالمسار باعتباره "أفضل كثيرًا" من الأغاني الموجودة في ألبوم فوش يو مانغ، وأشاد به موظفو وكالة أسوشيتد برس باعتباره مثالاً على "الموسيقى الخفيفة والسهلة" التي تبنتها الفرقة في ألبوم أسترو لاونج. ذكر كاتب مجلة نداء الصباح ‏، جون تيرلسكي، الأغنية بشكل إيجابي كمثال على صوتهم "الجديد والمحسن".
وحظيت الأغنية أيضًا بالثناء بسبب نبرتها المألوفة. أشاد ستيفن تومسون من إيه. في. كلوب بالأغنية ووصفها بأنها "مُعدية لا يمكن إيقافها"، وشعر كاتب مجلة رولينج ستون ديفيد وايلد أن الأغنية لديها القدرة على أن تصبح ناجحة. أطلق عليها دوج هاميلتون من صحيفة أتلانتا جورنال كونستيتيوشن ‏ اسم "ذروة" الألبوم و"النشيد الصيفي المثالي". أشادت ساندرا سبيرونيس من إدمونتون جورنال ‏ بأغنية "أول ستار" باعتبارها مثالاً على أسلوب كتابة الأغاني الذكي لفرقة سماش ماوث، مشيرة على وجه التحديد إلى "إشاراتها الخفية إلى الغباء". كان جاي ديفور من صحيفة أوستن أمريكان ستيتسمان ‏ أكثر انتقادًا، حيث وصف الأغنية بأنها "ترنيمة رقيقة ومصممة خصيصًا لقناة إم تي في تتبخر في الهواء" و"مثال كلاسيكي للنجاحات التي تعتمد على الأرقام".
في حفل توزيع جوائز جرامي السنوي الثاني والأربعين ‏ في عام 2000، تم ترشيح أغنية "أول ستار" لأفضل أداء بوب من قبل ثنائي أو مجموعة غنائية، وفي النهاية خسرت أمام أغنية "ماريا ماريا ‏" لسانتانا وبرودكتس جي آند بي ‏. صنفت المراجعات الاستعادية من قبل طاقم التحرير في كل من بيلبورد وبيست الأغنية كواحدة من أفضل الأغاني لعام 1999، كما فعل كاتب مجلة رولينج ستون روب شيفيلد وكاتب مجلة سبين ‏ تايلور بيرمان. أشار كاتب مجلة بيلبورد جاب جينسبيرج إلى التأثير الثقافي الدائم للأغنية بعد ظهورها في فيلم شريك و"المئات" من مقاطع الفيديو الميمية الشهيرة؛ وشعر بيرمان أن الأغنية "لها حياة خاصة بها" وأصبحت "قطعة أثرية ثقافية". أطلق جيوفري هيمز من فرقة بيست على الأغنية اسم "أفضل سبب للاستماع إلى أفضل 40 أغنية في عام 1999". في مراجعة متوهجة، أشاد ليور جليل من مجلة Chicago Reader ‏ بالأغنية لأنها "تجاوزت النوع" لتصبح "عالقة بشكل دائم في حُصين أمريكا". على العكس من ذلك، أدرجها طاقم نويزي كواحدة من أسوأ أغاني التسعينيات، حيث وصفت الكاتبة أناليز دومينيغيني الأغنية بأنها "الحجة الوحيدة التي نحتاجها لسبب عدم وجود موسيقى البوب السكا في المقام الأول". في عام 2020، أدرجت صحيفة نيويورك تايمز الأغنية في المرتبة الأولى ضمن أفضل عشر أغاني حول تغير المناخ.

## الإصدار والأداء التجاري
تم إصدار أغنية "أول ستار" في 4 مايو 1999، كأول أغنية فردية من أسترو لاونج. كما أنها كانت أول أغنية منفردة من ألبوم الموسيقى التصويرية لفيلم الأبطال الخارقين رجال الغموض (1999). دخلت الأغنية قائمة بيلبورد هوت 100 في المركز 75 في الأسبوع الذي يوافق 22 مايو 1999، ووصلت إلى ذروة مركزها في المركز الرابع في 14 أغسطس. بلغت الأغنية ذروتها في المرتبة الأولى على مخطط أغاني الراديو المكونة، وكذلك على مخطط أفضل 40 أغنية للبالغين وأفضل 40 أغنية رئيسية. وصلت أغنية "أول ستار" إلى المركزين الثاني والخامس على قوائم الأغاني البديلة والأغاني البديلة للبالغين على التوالي. تم اعتماده لاحقًا بالبلاتين الثلاثي في الولايات المتحدة من قبل جمعية صناعة التسجيلات الأمريكية (RIAA) لبيعه 3،000،000 وحدة معتمدة في الولايات المتحدة. وحققت الأغنية نجاحاً أكبر على المستوى الدولي. في كندا، وصلت أغنية "أول ستار" إلى ذروتها في المرتبة الثانية على مخطط بيه آر إم ‏ لأفضل الأغاني المنفردة والمرتبة الرابعة والسادسة على مخططات معاصر للبالغين وموسيقى الروك/البديل على التوالي. وصلت الأغنية إلى المراكز العشرة الأولى على مخطط الأغاني الفردية الأسترالية وبلغت ذروتها ضمن المراكز العشرين الأولى في فنلندا وأيسلندا ونيوزيلندا واسكتلندا وإسبانيا.
احتلت الأغنية المرتبة 17 على قائمة هوت 100 في نهاية العام وفي المراكز العشرة الأولى في قائمة أفضل 40 فيلمًا للبالغين في الولايات المتحدة، وأغاني بديلة، وأفضل 40 أغنية رئيسية، وأغاني الراديو في نهاية العام لعام 1999. كما ظهرت أيضًا في مخططات نهاية العام لأستراليا وكندا، حيث احتلت المرتبة 31 و4 على التوالي. حصلت الأغنية منذ ذلك الحين على شهادة البلاتين المزدوج في المملكة المتحدة والبلاتين في أستراليا وإيطاليا.
ظهرت أغنية "أول ستار" على قائمة بيلبورد تصنيفات بيلبورد، حيث قضت أكثر من 100 أسبوع على القائمة ووصلت إلى ذروة المركز الثالث في طبعة 21 سبتمبر 2019. تم تصنيف المسار كواحد من أكثر أغاني الروك التي تم بثها في عامي 2017 و2018، واحتلت المرتبة السادسة في قائمة أغاني الروك الأمريكية التي تم بثها في نهاية العام في عام 2019.

## الفيديو الموسيقي
من إخراج ماك جي، يتضمن الفيديو الموسيقي المصاحب ظهورًا قصيرًا لكل من ويليام إتش مايسي، وبين ستيلر، وهانك أزاريا، وبول روبنز، وكيل ميتشل، وجينين جاروفالو، ودوج جونز، ودين كوك في شخصياتهم من فيلم الأبطال الخارقين رجال الغموض، والذي يظهر فيه الأغنية بشكل بارز. يعتمد ظهورهم في الفيديو بشكل أساسي على لقطات مخزنة من الفيلم؛ في جميع المشاهد الأخرى، تم تصوير الشخصيات بواسطة بدائل للجسم وتم تصويرها حصريًا من الخلف. يبدأ العرض المرئي بشخصيات من رجال الغموض يبحثون عن مجندين، حيث رفضت المجموعة العديد من المتقدمين قبل التعبير عن اهتمامها بمغني سماش ماوث ستيف هارويل. يركز الجزء المتبقي من الفيديو على هارويل وهو يؤدي العديد من الأعمال البطولية (إنقاذ كلب من مبنى محترق وقلب حافلة مدرسية مقلوبة)، بالإضافة إلى مشاهد من فيلم رجال الغموض.
في يونيو 2019، تمت إعادة إنتاج الفيديو الموسيقي بجودة عالية وحصل على ترجمة احتفالًا بالذكرى العشرين لإصداره. بحلول تلك النقطة، كانت قد تلقت أكثر من 219 مليون مشاهدة على اليوتيوب. اعتبارًا من عام 2025، بلغ عدد مشاهدات الفيديو 523 مليون مشاهدة.

## العروض الحية
قدمت فرقة سماش ماوث أغنية "أول ستار" في ديربي الجري على أرضه ‏ لعام 1999 في يوليو في فينواي بارك. بعد انتهاء الفرقة من العزف، قال كامب "أنقذوا ملعب فينواي بارك"، في إشارة إلى خطط هدم الملعب واستبداله بمنشأة جديدة؛ مما أثار صيحات الاستهجان من الجمهور. قدمت فرقة سماش ماوث هذه الأغنية في 9 سبتمبر 1999 تحت المطر الغزير، في افتتاح حفل توزيع جوائز إم تي في الموسيقية المصورة 1999 ‏.
في 14 يونيو 2015، أثناء أداء الأغنية في حدث طعم فورت كولينز في فورت كولينز، كولورادو، انتهى الأمر بشكل خاطئ بعد أن بدأ بعض أفراد الجمهور في إلقاء أرغفة الخبز على المسرح. وبينما كرر باقي أعضاء الفرقة المقطع الافتتاحي لأغنية "أول ستار"، بدأ هارويل خطابًا لفظيًا مليئًا بالشتائم لمدة ثلاث دقائق ضد الجمهور، وهدد بضرب أي شخص يلقي أشياء على المسرح. قام الأمن بتقييد هارويل بعد محاولته دخول الحشد؛ استمرت الفرقة في العزف بينما كان الحشد يغني الأغنية بدلاً منه. قدمت فرقة سماش ماوث الأغنية في مهرجان أوربانا سويت كورن في 28 أغسطس 2016؛ وفقد هارويل وعيه في منتصف المجموعة وتم نقله إلى مستشفى قريب، لكن الفرقة استمرت في مجموعتها وأدت الأغنية بدونه.

## التأثير الثقافي

### الفيلم والثقافة الشعبية
تم استخدام كلمة "أول ستار" بشكل متكرر في الأفلام في السنوات التي تلت إصدارها. ظهرت الأغنية في فيلمي المفتش غاجيت ورجال الغموض عام 1999، وكان هذا الأخير هو الأساس لفيديو الأغنية الموسيقي. ظهرت في العام التالي في ديجيمون: الفيلم وتم تضمينها أيضًا في الموسيقى التصويرية للفيلم. ظهرت الأغنية بشكل كبير في فيلم سباق الفئران لعام 2001، حيث قدمتها الفرقة في حفل موسيقي حي، خلال الاعتمادات الختامية. استعادت شعبيتها بعد ظهورها في فيلم الرسوم المتحركة شريك من إنتاج دريم ووركس أنيميشن عام 2001، حيث تم عرضها خلال الاعتمادات الافتتاحية. كان صناع فيلم شريك قد استخدموا الأغنية في الأصل كعلامة مكانية لشعارات الافتتاح وكانوا يعتزمون استبدالها بتأليف أصلي لفرقة مات ماهافي ‏ سيلف والتي من شأنها أن تحاكي شعور "أول ستار" بعنوان "ستاي هوم ‏". ومع ذلك، اقترح المدير التنفيذي لشركة دريم ووركس جيفري كاتزنبرج استخدام "أول ستار" في التسلسل بدلاً من ذلك. على الرغم من أن فرقة سماش ماوث كانت متخوفة في البداية من المشاركة في ما يعتبر فيلمًا عائليًا، إلا أن دريم ووركس أنيميشن أصرت على تضمين موسيقى الفرقة في الفيلم. بعد حصولهم على عرض مبكر لفيلم شريك، أعجب أعضاء الفرقة ووافقوا في النهاية على ترخيص ظهور "أول ستار" في الفيلم. كما قدموا أداءً جديدًا لأغنية "آم أ بيليفر" لفرقة المونكيز في المشهد الختامي. أوضحت فيكي جينسون ‏، المخرجة المشاركة للفيلم، أن "أول ستار" يتناسب تمامًا مع نبرة وشخصية العملاق الذي يحمل الفيلم اسمه (بصوت مايك مايرز)، والذي "يشعر بالسعادة في وجوده الانفرادي وليس لديه أدنى فكرة أنه لديه الكثير ليتعلمه عنه". بعد الفيلم الأول، تم عزف مقطوعة موسيقية من الجوقة لفترة وجيزة بواسطة فرقة موسيقية في أكاديمية ورشيسترشاير عندما دخل شريك والحمار (بصوت إيدي مورفي) والقط ذو الحذاء (بصوت أنطونيو بانديراس) إلى صالة الألعاب الرياضية لمقابلة آرثر بيندراجون (بصوت جاستن تيمبرليك) في فيلم شريك الثالث لعام 2007.
لقد تم تشغيل أغنية "أول ستار" بشكل شائع في الأحداث الرياضية؛ وأصبحت شائعة جدًا بين مشجعي الرياضة لدرجة أنهم قاموا بتشغيلها في دوري البيسبول الرئيسي عام 1999، وأدواها في عشرات الأحداث الرياضية منذ ذلك الحين. وقد تم استخدام الآية الثانية في الاحتجاجات بشأن تغير المناخ. تم كتابة مسرحية موسيقية غير مسرحية لأغنية كل النجوم: أفضل مسرحية موسيقية على برودواي، وتمت الموافقة عليها رسميًا من قبل الفرقة. "أول ستار" هي الأغنية الوحيدة في المسرحية الموسيقية، والتي تم تكييفها مع مختلف الأنواع والأنماط. وصف سيدانت أدلاخا من بوليجون، الذي حضر قراءة المسرحية، بأنها " مسرحية موسيقية، لكن صندوق الموسيقى معطل". فيما يتعلق بمفهوم المسرحية، قال أدلاخا "يبدو الأمر وكأنه أغبى فكرة على هذا الكوكب، ولكنني سأكون ملعونًا إذا لم يكن كل عضو في فريق التمثيل ملتزمًا بهذه الحيلة".

### المحاكاة الساخرة والميمات
لقد أصبح "أول ستار" مستخدمًا على نطاق واسع باعتباره ميمًا على الإنترنت ويتم محاكاته بشكل متكرر. غالبًا ما ركزت الريمكسات والميمات على ارتباطها بشريك، الذي يتمتع بمجتمع كبير من المعجبين والميمات عبر الإنترنت ‏. البنية الأساسية للأغنية تجعلها مناسبة للاستخدام في عمليات المزج أو الريمكسات؛ وقالت الإذاعة الوطنية العامة أن الأغنية "تبدو وكأنها صُممت ليتم مزجها ودمجها وضغطها من خلال آلة الميم". يتم استخدام كل من جوقة الأغنية وكذلك السطر الافتتاحي "شخص ما" بشكل متكرر كنكتة بسبب شهرتها الواسعة.
تم تحديد أغنية "ماريو، أنت سباك" التي تم رفعها على يوتيوب في عام 2009 بواسطة قناة (بالإنجليزية: Richalvarez)، على أنها أقدم محاكاة ساخرة لأغنية "أول ستار" على المنصة. حصل الفيديو، الذي يدور حول شخصية ماريو من نينتندو، على أكثر من 1.6 مليون مشاهدة. مليون مشاهدة اعتبارًا من عام 2024. أصدر نيل سيسيريجا ‏ سلسلة من أربعة ألبومات مزجية – ماوث ساوندز ‏ وماوث سايلنس ‏ وماوث مودز ‏ وماوث دريمز ‏ – والتي كانت جميعها، باستثناء ماوث سايلنس، عبارة عن إعادة مزج بارزة لأغنية "أول ستار" بالإضافة إلى أغاني شعبية أخرى من التسعينيات. وقد تم الاستشهاد بشعبية أغنية ماوث ساوندز لعام 2014، على وجه الخصوص، باعتبارها النقطة التي تلقت فيها الأغنية شعبية واهتمامًا متجددين. حصل المسار على تعرض إضافي في عام 2016 من صانع المحتوى جون سودا، الذي وصل إلى أكثر من مليون مشترك من خلال نشر مقاطع فيديو لنفسه وهو يغني كلمات الأغنية على الآلات الموسيقية لأغانٍ أخرى، وفي النهاية حقق أكثر من 112 مليون مشاهدة اعتبارًا من عام 2024. وقد تسببت هذه المحاكاة الساخرة والميمات في زيادة كبيرة في عدد مشاهدات الفيديو الموسيقي الرسمي على يوتيوب بحلول نهاية عام 2016. وفقًا لإذاعة أخبار إيه بي سي، فقد ارتفع من متوسط 21000 مشاهدة يوميًا إلى 155000 مشاهدة يوميًا في ديسمبر 2016 ووصل إلى ذروة 478000 مشاهدة يوميًا في عام 2017. بحلول هذه المرحلة، أصبحت أغنية "أول ستار" مشهورة جدًا على الإنترنت لدرجة أن أوستن باول من ذا ديلي دوت وصفها بأنها "لا مفر منها الآن كما كانت في السابق على الراديو التجاري".
لقد تبنى سماش ماوث حالة الأغنية باعتبارها ميمًا. كانت الفرقة مترددة في البداية بشأن شعبيتها الجديدة، لكنها تقبلت المفهوم تدريجيًا. في مقابلة مع ذا ديلي دوت، قال هارويل إنهم يعتبرون أنفسهم "اخترعوا الميم" بسبب إصدار 10 ريمكسات للأغنية من خلال إنترسكوب. وفقًا لهارويل، فإن فرقة سماش ماوث قد "تقبلت تمامًا" الأغنية باعتبارها إرثًا لها وتعتبر "الهوس" بها "مستوى من الحب [الذين] يقدرونه أكثر من اللازم". على الرغم من أن الفرقة تلقت طلبات للمشاركة في الريمكسات أو الأغلفة، إلا أن سماش ماوث رفضت المشاركة في أي منها لأن "نشعر أنه إذا فعل أشخاص آخرون ذلك، فإنه يضيف إلى الجمال، ولكن إذا فعلنا ذلك، فإننا نشعر أنه سيقلل من قيمته". قال كامب، الذي لم يعد يعمل مع فرقة سماش ماوث، إنه يشعر "بالرضا" عن استمرار شعبية برنامج "أول ستار" وأصبح صديقًا لسودا. كان كامب ممتنًا بشكل خاص لأغنية "The Sound of سماش ماوث"، وهي مزيج "حزين" مع أغنية "صوت الصمت" لفرقة سايمون وغارفنكل والتي تؤكد على الكلمات الحزينة التي أدرجها كامب في أغنية "أول ستار".